# Tando Allahyar (Distrikt)
Der Distrikt Tando Allahyar ist ein Verwaltungsdistrikt in Pakistan in der Provinz Sindh. Sitz der Distriktverwaltung ist die gleichnamige Stadt Tando Allahyar.
Der Distrikt hat eine Fläche von 1588 km² und nach der Volkszählung von 2017 979.817 Einwohner. Die Bevölkerungsdichte beträgt 527 Einwohner/km². Im Distrikt wird zur Mehrheit die Sprache Sindhi gesprochen.

## Lage
Der Distrikt befindet sich im Zentrum der Provinz Sindh, die sich im Südosten von Pakistan befindet. Tando Allahyar befindet sich östlich der Megastadt Karatschi.

## Verwaltungsgliederung
Der Distrikt ist administrativ in drei Tehsil unterteilt:
- Chamber
- Jhando Mari
- Tando Allahyar

## Geschichte
Der Distrikt entstand 2005 aus Teilen von Hyderabad.

## Demografie
Zwischen 1998 und 2017 wuchs die Bevölkerung um jährlich 2,81 %. Von der Bevölkerung leben ca. 18 % in städtischen Regionen und ca. 82 % in ländlichen Regionen. In 165.503 Haushalten leben 432.746 Männer, 404.112 Frauen und 29 Transgender, woraus sich ein Geschlechterverhältnis von 107,1 Männer pro 100 Frauen ergibt und damit einen für Pakistan häufigen Männerüberschuss. Die Alphabetisierungsrate in den Jahren 2014/15 bei der Bevölkerung über 10 Jahren liegt bei 38 % (Frauen: 28 %, Männer: 48 %) und damit unter dem Durchschnitt der Provinz Sindh von 60 %.
| Jahr | Einwohnerzahl |
| ---- | ------------- |
| 1972 | 256.994       |
| 1981 | 329.370       |
| 1998 | 493.526       |
| 2017 | 836.887       |